# Donja Rečica
Donja Rečica (en serbe cyrillique : Доња Речица) est un village de Serbie situé dans la municipalité de Prokuplje, district de Toplica. Au recensement de 2011, il comptait 354 habitants.
Un autre village portant le nom de Donja Rečica est situé à proximité.

## Démographie
| 1948 | 1953 | 1961 | 1971 | 1981 | 1991 | 2002 | 2011 |
| ---- | ---- | ---- | ---- | ---- | ---- | ---- | ---- |
| 838  | 868  | 820  | 699  | 590  | 491  | 394  | 354  |

|  |